# Algansea barbata
Algansea barbata är en fiskart som beskrevs av Álvarez och Cortés, 1964. Algansea barbata ingår i släktet Algansea och familjen karpfiskar. Inga underarter finns listade i Catalogue of Life.